# Frontera entre França i Surinam
La frontera entre França i Surinam és una frontera internacional contínua que delimita els territoris nacionals de tots dos països adjacents al nord d'Amèrica del Sud, així com fora d'ella a l'oceà Atlàntic. Fa 556 km, i separa els estats brasilers d'Amapá i Pará de la Guaiana Francesa, que és al seu torn una regió i departament d'ultramar.

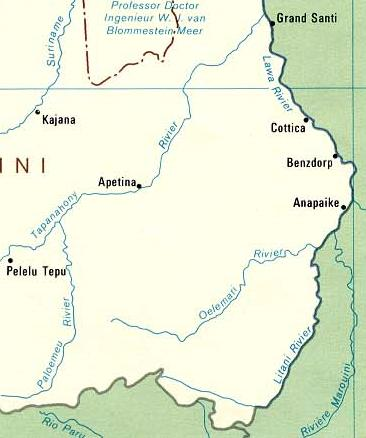
Part sud de la frontera

## Geografia

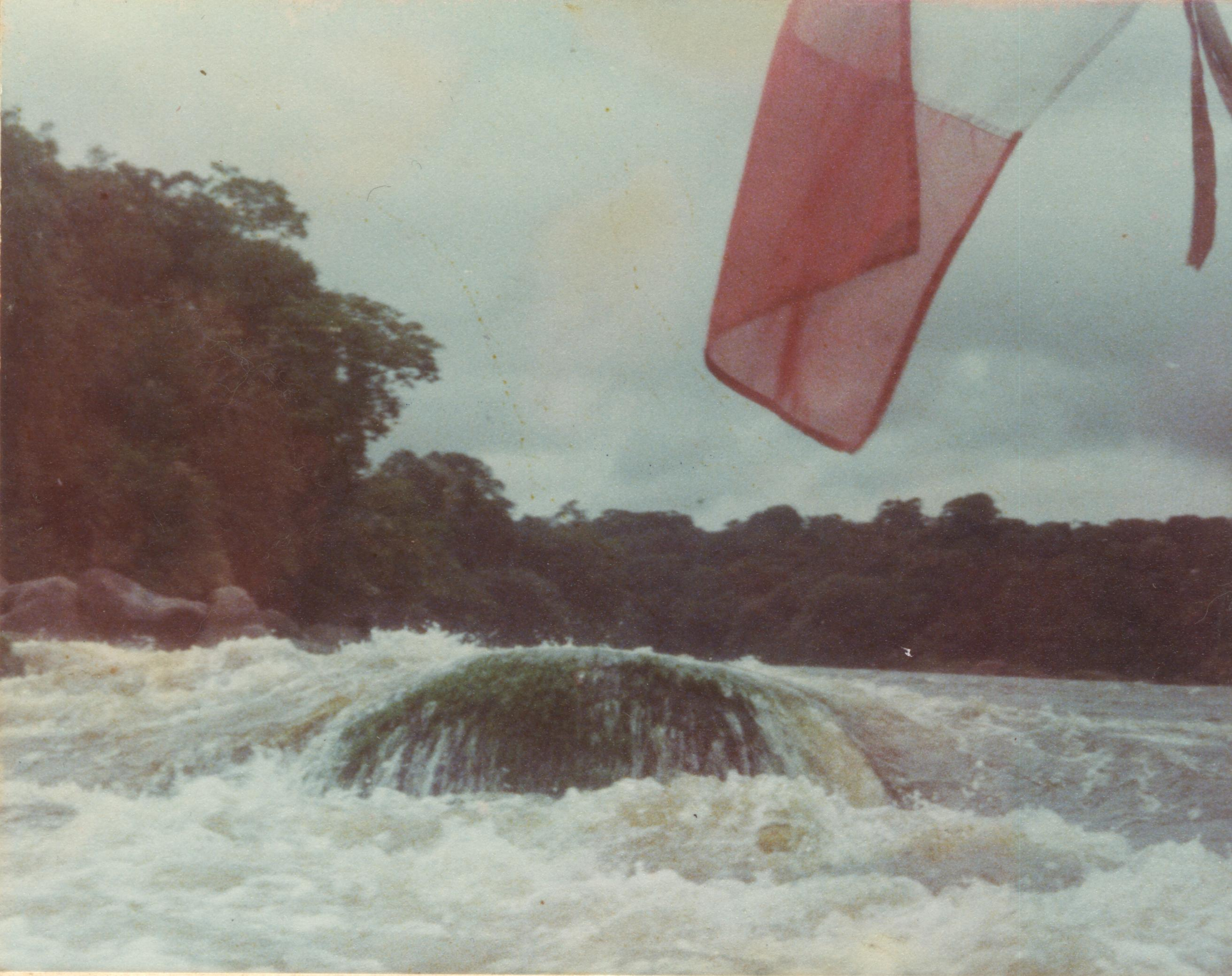
El riu Maroni aigües avall de Grand-Santi.

La frontera francosurinamesa s'estén per 556 km, a l'occident de la Guaiana Francesa i a l'orient de Surinam. Comença al nord, en la desembocadura del riu Maroni, al nivell de l'oceà Atlàntic (05° 44.3′ N, 53° 58.1′ O / 5.7383°N,53.9683°O). Després puja el curs del riu en direcció cap al sud, després segueix pel curs del Lawa en la seva confluència amb el Tapanahoni (04° 22.1′ N, 54° 25.0′ O / 4.3683°N,54.4167°O).
En la confluència dels rius Itany i Marouini, que formen el Lawa (03° 17.6′ N, 54° 05.2′ O / 3.2933°N,54.0867°O), la línia fronterera és objecte d'un desacord entre tots dos països, ja que França assegura que la frontera segueix el curs de l'Itany, mentre que Surinam ho fa pel Marouini.
Acaba al sud al trifini entre Brasil, França i Surinam (02° 18.3′ N, 54° 31.5′ O / 2.3050°N,54.5250°O segons la posició francesa) des d'on es troba la frontera entre el Brasil i Surinam i la frontera entre el Brasil i França.

## Història

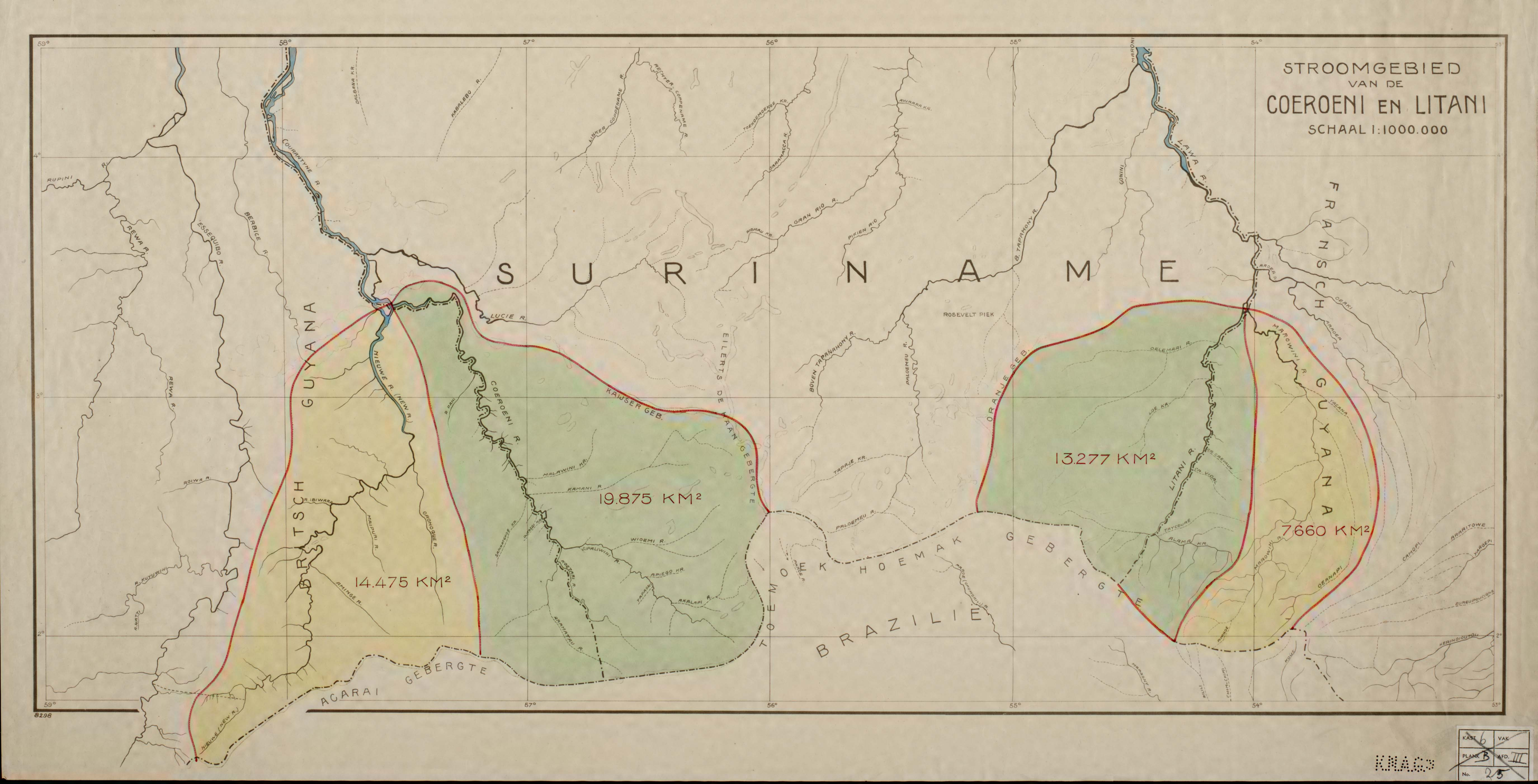
Disputes frontereres de Surinam.

La frontera entre els dos estats va ser establerta en el Maroni pel Tractat d'Utrecht de 1713 (Surinam era llavors una colònia neerlandesa). A causa de la imprecisió del curs d'aquest riu per trobar-se a les vastes terres inexplorades de la selva amazònica, en 1891 es va dictar un arbitratge d'Alexandre III de Rússia esclarint el límit, que segons la resolució hauria de seguir el Lawa aigües amunt de la seva confluència amb el Tapanahoni.
Aquest arbitratge no va conciliar per complet les dues posicions, França considera que el riu Itany és la capçalera del Lawa, mentre que els Països Baixos (i després Surinam) jutgen que aquest curs superior està constituït pel Marouini. Per tant, segueix havent-hi una àrea d'aproximadament 6 000 km² en la pràctica controlada per França, però reclamada -sense insistència- per Surinam, entre els rius Itany i Marouini.
La modificació de la superfície de la Guaiana Francesa, antigament estimada en 91.000 km², no està relacionada amb aquest conflicte fronterer, sinó a un error involuntari realitzat per l'antic Servei Geogràfic Colonial, que havia fet una estimació deficient de la latitud de les fonts de l'Oyapock. L'error va ser corregit en la dècada de 1960 per l'Institut Nacional d'Informació Geogràfica i Forestal (IGN), que explica una "amputació" teòrica d'aproximadament 7.400 km².